# Discografia de Blitz
A discografia da banda brasileira Blitz contém seis álbuns de estúdio, cinco álbuns ao vivo, quatro coletâneas e quatro DVDs. 

## Álbuns

### Álbuns de estúdio
| Ano  | Álbum                                                                                                   | Vendas      |
| ---- | --- | ----------- |
| 1982 | As Aventuras da Blitz 1 - Lançamento: 26 de setembro de 1982 - Formato: LP, CD - Gravadora: EMI         | - : 330.000 |
| 1983 | Rádio Atividade - Lançamento: 6 de julho de 1983 - Formato: LP, CD - Gravadora: EMI                     |             |
| 1984 | Blitz 3 - Lançamento: 15 de dezembro de 1984 - Formato: LP, CD - Gravadora: EMI                         |             |
| 1997 | Línguas - Lançamento: 15 de junho de 1997 - Formato: LP, CD - Gravadora: Eldorado                       |             |
| 2009 | Eskute Blitz - Lançamento: 29 de novembro de 2009 - Formato: CD, download digital - Gravadora: CD Promo |             |
| 2016 | Aventuras II - Lançamento: 18 de novembro de 2016 - Formato: CD, LP, download digital - Gravadora: Deck |             |

### Álbuns ao vivo
| Ano  | Álbum | Vendas      |
| ---- | --- | ----------- |
| 1994 | Blitz ao Vivo - Lançamento: 2 de agosto de 1994 - Formatos: LP, CD - Gravadora: EMI                                                                  | - : 300.000 |
| 2007 | Blitz ao Vivo e a Cores - Lançamento: 1 de novembro de 2007 - Formatos: CD, DVD, download digital - Gravadora: Performance                           |             |
| 2010 | Eskute & Veja Blitz - Lançamento: 12 de julho de 2010 - Formatos: CD, DVD, download digital - Gravadora: CD Promo                                    |             |
| 2013 | Multishow Registro: Blitz 30 Anos - Ipanema - Lançamento: 1 de janeiro de 2013 - Formatos: CD, DVD, blu-ray, download digital - Gravadora: Universal |             |
| 2017 | Blitz no Circo Voador - Lançamento: 8 de dezembro de 2017 - Formatos: DVD, download digital - Gravadora: Deck                                        |             |

### Coletâneas
| Ano  | Álbum                                                                                             | Vendas     |
| ---- | ------------------------------------------------------------------------------------------------- | ---------- |
| 1988 | Todas as Aventuras da Blitz - Lançamento: 12 de agosto de 1988 - Formato: LP, CD - Gravadora: EMI |            |
| 2000 | Blitz 2000: Últimas Notícias - Lançamento: 2000 - Formato: CD - Gravadora: Panela Music           | - : 40.000 |
| 2006 | Com Vida - Lançamento: 23 de março de 2006 - Formato: CD, download digital - Gravadora: EMI       |            |
| 2010 | A Dois Passos do Paraíso - Lançamento: 2010 - Formato: CD, download digital - Gravadora: EMI      |            |

## Singles
| Ano  | Título                                    | Álbum                   |
| ---- | ----------------------------------------- | ----------------------- |
| 1982 | "Você Não Soube Me Amar"                  | As Aventuras da Blitz 1 |
| 1982 | "Mais Uma de Amor (Geme Geme)"            | As Aventuras da Blitz 1 |
| 1982 | "Cruel Cruel Ezquizofrenético Blues"      | As Aventuras da Blitz 1 |
| 1983 | "Dois Passos do Paraíso"                  | Radioatividade          |
| 1983 | "Betty Frígida"                           | Radioatividade          |
| 1984 | "Weekend"                                 | Radioatividade          |
| 1984 | "O Tempo Não Vai Passar"                  | Radioatividade          |
| 1984 | "Egotrip"                                 | Blitz 3                 |
| 1985 | "Eugênio"                                 | Blitz 3                 |
| 1985 | "Louca Paixão"                            | Blitz 3                 |
| 1994 | "A Verdadeira História de Adão e Eva"     | Blitz ao Vivo           |
| 1994 | "Quem Tem Põe"                            | Blitz ao Vivo           |
| 1997 | "Choveu"                                  | Línguas                 |
| 2006 | "Tempos de Cowboy"                        | Com Vida                |
| 2007 | "Como Uma Luva"                           | Blitz ao Vivo e a Cores |
| 2007 | "Reggae do Avião"                         | Blitz ao Vivo e a Cores |
| 2009 | "O Homem de Avental"                      | Eskute Blitz            |
| 2010 | "Eu, Minha Gata e Meu Cachorro"           | Eskute Blitz            |
| 2010 | "O Garoto Sonha"                          | Eskute Blitz            |
| 2016 | "Fominha" (part. Zeca Pagodinho)          | Aventuras II            |
| 2016 | "Nu na Ilha" (part. Paralamas do Sucesso) | Aventuras II            |
| 2017 | "O Último Cigarro"                        | Blitz no Circo Voador   |